# Kampus 600-lecia Odnowienia Uniwersytetu Jagiellońskiego

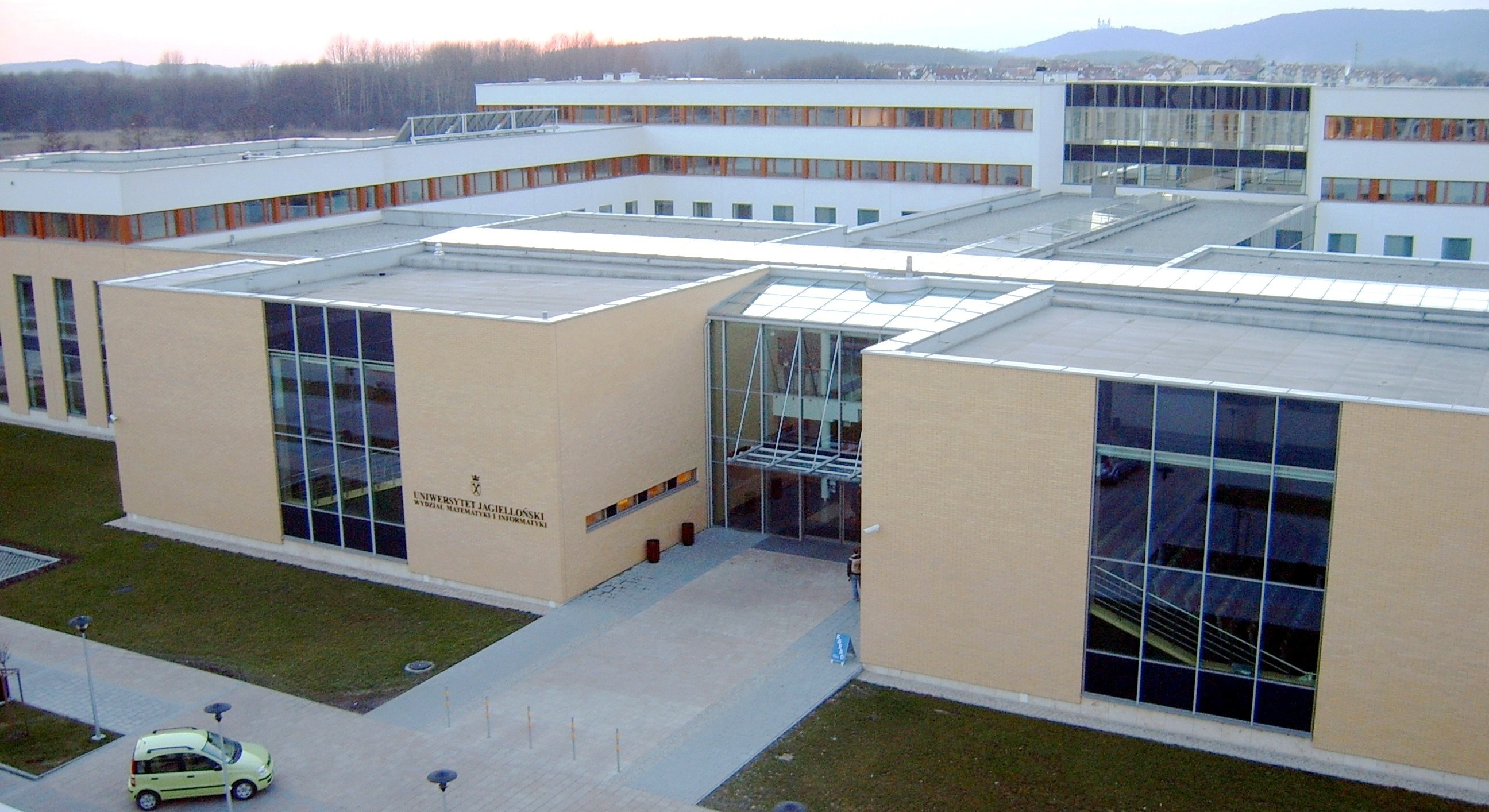
Siedziba Wydziału Matematyki i Informatyki UJ

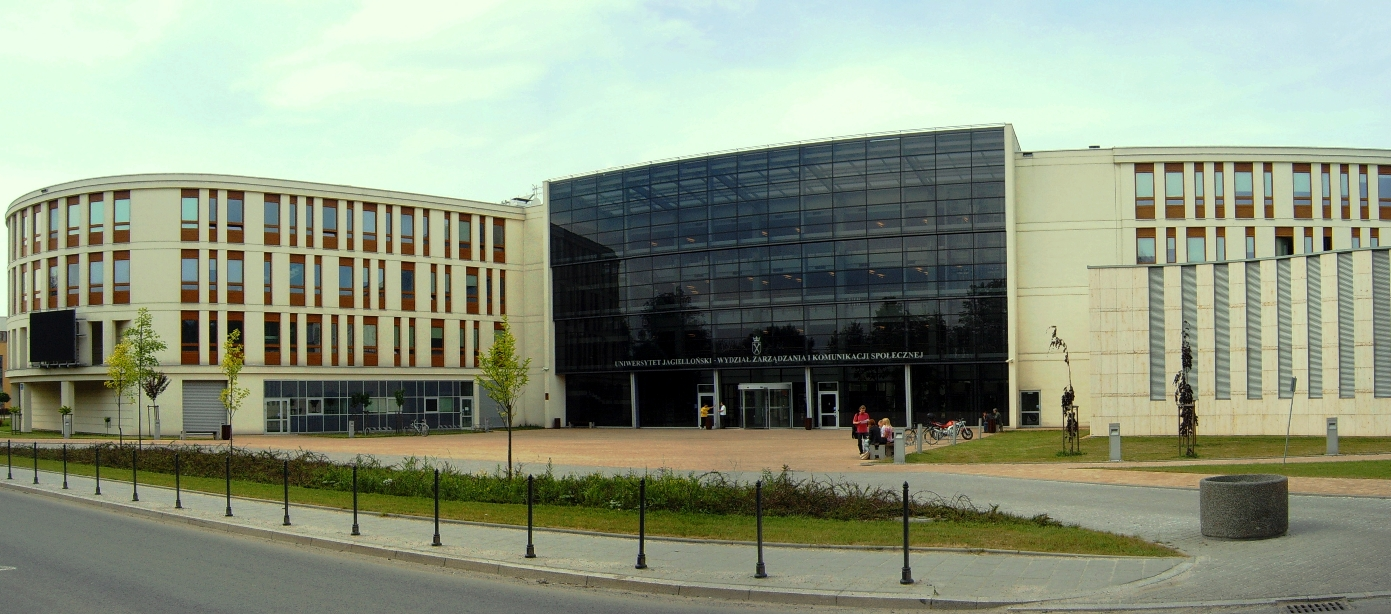
Siedziba Wydziału Zarządzania i Komunikacji Społecznej UJ

Kampus 600-lecia Odnowienia Uniwersytetu Jagiellońskiego, zwany też III Kampusem – kampus Uniwersytetu Jagiellońskiego, powstały w pobliżu Pychowic i Osiedla Ruczaj-Zaborze w dzielnicy VIII Dębniki, w sąsiedztwie podstrefy specjalnej strefy ekonomicznej Krakowski Park Technologiczny. Budowa kampusu finansowana jest częściowo z budżetu państwa.

## Opis
Dotychczas powstały następujące budynki:
- Centrum Badań Przyrodniczych i Aparatury Naukowej, ul. Gronostajowa 3 (1999; obecnie znajduje się w nim m.in. Instytut Bliskiego i Dalekiego Wschodu Uniwersytetu Jagiellońskiego)
- Kompleks Nauk Biologicznych, ul. Gronostajowa 7 (2000-2005), obejmujący m.in. część dydaktyczno-biblioteczną (Biblioteka Nauk Przyrodniczych), Wydział Biochemii, Biofizyki i Biotechnologii, Instytut Nauk o Środowisku (Wydział Biologii) oraz Instytut Geografii i Gospodarki Przestrzennej (Wydział Geografii i Geologii),
- budynek Wydziału Matematyki i Informatyki, ul. Stanisława Łojasiewicza 6 (2008)
- budynek Wydziału Zarządzania i Komunikacji Społecznej, ul. Łojasiewicza 4 (2009)
- budynek Instytutu Zoologii, ul. Gronostajowa 9 (2011)
- budynek Małopolskiego Centrum Biotechnologii, ul. Gronostajowa 7A (2013)
- budynek Wydziału Fizyki, Astronomii i Informatyki Stosowanej, ul. Łojasiewicza 11 (2014)
- budynek Centrum Edukacji Przyrodniczej, ul. Gronostajowa 5 (2014)
- budynek Wydziału Chemii, ul. Gronostajowa 2 (2017)
- budynek Instytutu Nauk Geologicznych, ul. Gronostajowa 3a (2017).

W kolejnych etapach planowane jest powstanie obiektów sportowych i akademików.
W pewnym oddaleniu od głównej części kampusu powstały trzy budynki parku technologicznego Life Science Park, tworzonego przez Jagiellońskie Centrum Innowacji.
Na terenie kampusu od 3 września 2005 roku obowiązuje miejscowy plan zagospodarowania przestrzennego.
Od 2012 roku linia tramwajowa przebiegająca wzdłuż osiedla Ruczaj do pętli „Czerwone Maki”, łączy kampus z centrum Krakowa.
Na wschód od kampusu rozciąga się obszar Natura 2000 pod nazwą Dębnicko-Tyniecki obszar łąkowy, który wchodzi w skład Bielańsko-Tynieckiego Parku Krajobrazowego.